# جوزيف مارتن هود
جوزيف مارتن هود (بالإنجليزية: Joseph Martin Hood)‏ هو قاضي ومحامي أمريكي، ولد في 1942 في أشلاند في الولايات المتحدة.